# Entremont
Entremont es una población y antigua comuna francesa situada en el departamento de Alta Saboya, de la región de Auvernia-Ródano-Alpes.
El 1 de enero de 2019 fusionó con la comuna de Le Petit-Bornand-les-Glières formando la comuna nueva de Glières-Val-de-Borne.

## Demografía
| 325 | 313 | 286 | 288 | 346 | 461 | 545 | 619 | 664 |
| Para los censos de 1962 a 1999 la población legal corresponde a la población sin duplicidades (Fuente: INSEE [Consultar]) |     |     |     |     |     |     |     |     |